# 레인 에번스
레인 앨런 에번스(Lane Allen Evans, 1951년 8월 4일 ~ 2014년 11월 5일)는 1983년부터 2007년까지 일리노이주 17 지역구의 미국 민주당의 하원의원이었다. 파킨슨 병 때문에, 2006년 11월 은퇴하였다.

## 정치경력
일리노이주 록 아일랜드의 토박이인 에번스는 오키나와섬 주둔 미 해병대로 베트남 전쟁에 참전했다. 1971년 해병대를 떠난 후, 에번스는 록 아일랜드의 아우구스타나 대학에 입학하여 1974년 졸업했다. 1978년 그는 조지타운 대학교 법학센터에서 법무박사(J.D.) 학위를 받았으며, 아이들과 가난한 사람 등을 위해 일하는 성공적인 변호사 활동을 하였다. 1982년 에번스는 일리노이주 17 지역구의 민주당 공천을 받기 위해 노력했다. 일리노이주 17 지역구는 1980년 인구센서스 이후로 일리노이주가 2개의 선거구를 잃고서 19 지역구가 재명명 된 곳이다. 이 지역구는 1939년 이후 공화당이 2년을 빼고는 모두 승리했던 지역이었다.

## 일본군 위안부 문제에 관해
레인 에번스 의원은 일본의 전쟁범죄인 일본군 위안부 문제를 규탄하는 미국 하원의 위안부 결의안 채택을 위해 2000년부터 꾸준히 상정하였다.

## 역대 선거 결과
| 선거명      | 직책명                         | 대수  | 정당   | 득표율 | 득표수    | 결과 | 당락                     |
| ----------- | ------------------------------ | ----- | ------ | ------ | --------- | ---- | ------------------------ |
| 1982년 선거 | 하원의원 (일리노이 제17선거구) | 98대  | 민주당 | 52.83% | 94,483표  | 1위  | 일리노이주 하원의원 당선 |
| 1984년 선거 | 하원의원 (일리노이 제17선거구) | 99대  | 민주당 | 56.67% | 128,273표 | 1위  | 일리노이주 하원의원 당선 |
| 1986년 선거 | 하원의원 (일리노이 제17선거구) | 100대 | 민주당 | 55.65% | 85,442표  | 1위  | 일리노이주 하원의원 당선 |
| 1988년 선거 | 하원의원 (일리노이 제17선거구) | 101대 | 민주당 | 64.87% | 132,130표 | 1위  | 일리노이주 하원의원 당선 |
| 1990년 선거 | 하원의원 (일리노이 제17선거구) | 102대 | 민주당 | 66.52% | 102,062표 | 1위  | 일리노이주 하원의원 당선 |
| 1992년 선거 | 하원의원 (일리노이 제17선거구) | 103대 | 민주당 | 60.10% | 156,233표 | 1위  | 일리노이주 하원의원 당선 |
| 1994년 선거 | 하원의원 (일리노이 제17선거구) | 104대 | 민주당 | 54.53% | 95,312표  | 1위  | 일리노이주 하원의원 당선 |
| 1996년 선거 | 하원의원 (일리노이 제17선거구) | 105대 | 민주당 | 51.91% | 120,008표 | 1위  | 일리노이주 하원의원 당선 |
| 1998년 선거 | 하원의원 (일리노이 제17선거구) | 106대 | 민주당 | 51.56% | 100,128표 | 1위  | 일리노이주 하원의원 당선 |
| 2000년 선거 | 하원의원 (일리노이 제17선거구) | 107대 | 민주당 | 54.90% | 132,494표 | 1위  | 일리노이주 하원의원 당선 |
| 2002년 선거 | 하원의원 (일리노이 제17선거구) | 108대 | 민주당 | 62.42% | 127,093표 | 1위  | 일리노이주 하원의원 당선 |
| 2004년 선거 | 하원의원 (일리노이 제17선거구) | 109대 | 민주당 | 60.68% | 172,320표 | 1위  | 일리노이주 하원의원 당선 |